# Alexis Strategopoulos

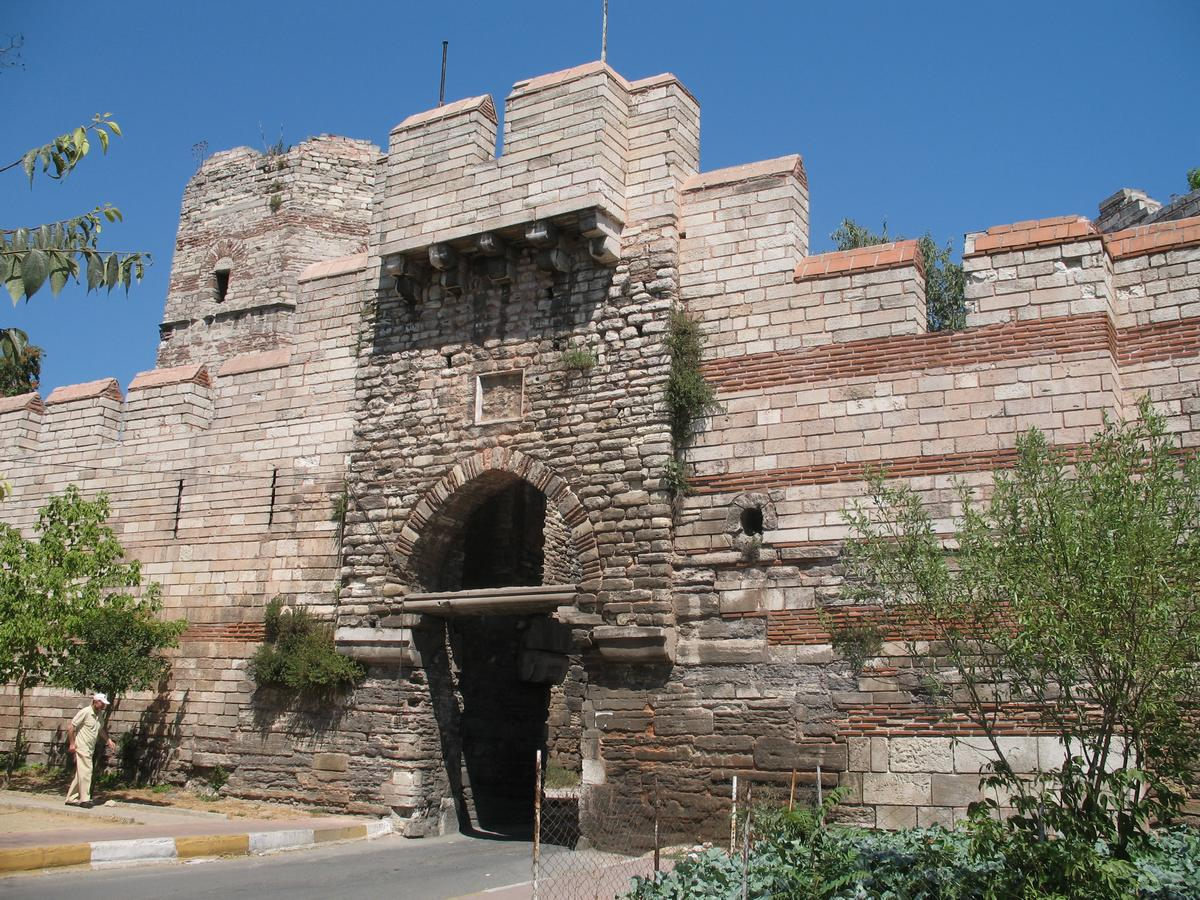
La porte de la source, par laquelle Alexis est entré à Constantinople le 25 juillet 1261.

Alexis Strategopoulos (en grec : Ἀλέξιος Στρατηγόπουλος / Aléxios Stratēgópoulos) est un général nicéen puis byzantin durant le règne de Michel VIII Paléologue. Il atteint le rang de grand domestique et de César. Son fait d'armes le plus connu est la reprise de Constantinople en 1261.

## Premières années
Rien n'est connu des premières années de la vie d'Alexis. Un sceau daté des environs de 1255 a été trouvé portant l'inscription « Alexis Strategopoulos de la famille Comnène » mais ses liens exacts avec les Comnènes restent flous. Il apparaît pour la première fois dans les chroniques en 1252-1253 durant le règne de Jean III Doukas Vatatzès quand il dirige un détachement de l'armée envoyée piller le despotat d'Épire autour du lac Ostrovo. En 1254, il est à Serrès et l'année suivante, il participe aux côtés du pinkernes Constantin Tornikios à une campagne infructueuse contre la forteresse de Tzepaina dans l'ouest des Rhodopes. De ce fait, et en raison de sa proximité avec la faction de l'aristocratie regroupée autour de Michel Paléologue, il est congédié. Peu de temps après, son fils Constantin est aveuglé pour trahison et en 1258, Alexis est emprisonné.
Il ne reste pas en prison très longtemps. En effet, il est libéré peu après la mort de Théodore II Lascaris et devient un fervent partisan de Michel Paléologue et de son coup d'État contre George Muzalon pour assumer la régence du jeune héritier Jean IV Lascaris. La même année, il est élevé par Michel au rang de grand domestique de l'Empire de Nicée et accompagne l'armée dirigée par le sébastokrator Jean Paléologue en Macédoine. Alexis participe à la campagne contre le despotat d'Epire qui conduit à la victoire décisive de Pélagonia. Après ce succès, Jean Paléologue envahit la Thessalie tandis qu'Alexis et Jean Raoul ont pour mission de soumettre l'Épire. Alexis y parvient en s'emparant d'Arta, la capitale du despotat. Il libère alors de nombreux prisonniers nicéens et contraint le despote Michel II Doukas à fuir sur l'île de Céphalonie. Ce succès lui permet d'accéder à la dignité de césar. Toutefois, l'année suivante, les succès nicéens sont largement annulés. Le despote Michel, son fils et une armée de mercenaires italiens débarquent à Arta et bénéficient du soutien de la population épirote. L'armée épirote affronte ensuite celle d'Alexis dans la passe de Trikorfon près de Naupacte. L'armée nicéenne est mise en déroute et Alexis capturé.

## Reprise de Constantinople
Malgré ces revers, l'empereur Michel VIII l'envoie reconnaître la ville de Constantinople en 1260. La cité, capitale de l'Empire latin d'Orient, constitue le principal objectif des empereurs de Nicée depuis de longues années. Sa reprise permettrait de refonder l'Empire byzantin disloqué depuis 1204. Malgré un premier échec en 1260, Michel VIII ne renonce pas à  la reconquête de l'ancien capitale impériale. Il conclut une alliance avec Gênes et en juillet 1261, Strategopoulos, libéré par les Épirotes, est envoyé avec une petite troupe de reconnaissance de 800 soldats, en majorité des Coumans, pour surveiller les Bulgares et espionner les défenses des Latins. Quand cette petite force atteint Selymbria, son commandant apprend de fermiers locaux l’absence de la garnison latine et de la flotte vénitienne, alors engagées dans un raid contre l'île nicéenne de Daphnousie. D'abord hésitant du fait de la faiblesse numérique de son armée qui pourrait être détruite mais aussi du fait des ordres qu'il a reçus, Alexis décide finalement de  reprendre la cité.
La nuit du 25 juillet 1261, Alexis et ses hommes s'approchent des murs de la cité et se cachent dans un monastère près de la porte du printemps. Alexis envoie un petit détachement dirigé par quelques-uns des fermiers de Selymbria pénétrer dans la cité par un passage secret. Ils attaquent ensuite les murs de l'intérieur et surprennent les gardes. Ils ouvrent alors la porte, permettant à la force byzantine de rentrer dans la ville. Les Latins totalement pris au dépourvu, les Byzantins prennent le contrôle des murs terrestres. Craignant la revanche des Byzantins, les habitants latins se ruent précipitamment vers le port, espérant s'échapper sur les navires. Grâce à l'arrivée de la flotte vénitienne, ils sont évacués rapidement, la flotte vénitienne ne menant aucune tentative pour reprendre la cité. Le 15 août, le jour de la Dormition de la Théotokos, l'empereur Michel entre triomphalement dans la ville et est couronné dans la basilique de Sainte-Sophie.
Cet action d'éclat garantit à Alexis la notoriété et la gloire. En 1262, de nouveau à la tête d'une armée envoyée contre l'Épire, il est vaincu par Nicéphore Doukas et capturé. En 1265, il est échangé contre Constance de Hohenstaufen et retrouve sa liberté. Il meurt entre 1271 et 1275.

## Sources
- (en) Mark C. Bartusis, The Late Byzantine Army : Arms and Society, 1204-1453, Voir en ligne, Philadelphie, Pennsylvania : Université of Pennsylvania Press, 1997, 438 p. (ISBN 978-0-8122-1620-2).
- (en) Deno John Geanakoplos, Emperor Michael Palaeologus and the West, 1258-1282 - A Study in Byzantine-Latin Relations, Voir en ligne, Harvard University Press, 1959.
- Donald MacGillivray Nicol (trad. Hugues Defrance), Les derniers siècles de Byzance, 1261-1453, Paris, Texto, 2008 (ISBN 978-2-84734-527-8, BNF 41370603).
- (en) Ruth Macrides, George Akropolites : The History : Introduction, Translation and Commentary, Oxford, Oxford University Press, 2007, 440 p. (ISBN 978-0-19-921067-1, BNF 41024995)